# HrTurizam
Turistički news portal HrTurizam.hr, koji je s radom krenuo 1. prosinca 2015. godine, namijenjen je turističkom sektoru te se portal pozicionirao kao vodeći nezavisni stručni turistički medij u Hrvatskoj.
Poslovni model bazira se upravo kao kanal direktne komunikacije i prodaje prema turističkom sektoru. HrTurizam.hr ima stabilnu mjesečnu posjećenost, kao i dodanu vrijednost kroz specifičnu ciljnu skupinu.

## Povijest
Priča Gorana Rihelja počela je od bloga, prvo na Medium.com pa onda za Večernjakovu blogosferu gdje se rodila ideja za portalom, a ostalo je povijest. Započeo je doslovno od ideje, napravio dugoročni plan i sve stavio na papir i krenuo. Nakon puno truda i rada može se reći reći kako je ovo još jedna uspješna priča od bloga do poduzetništva. 

## Pretplata
Krajem 2021. godine portal HrTurizam.hr najavio je novi vizualni identitet i model poslovanja. Nakon skoro dvije godine “stagniranja” zbog pandemije, barem kada je u pitanju daljnji razvoj platforme bilo je vrijeme za novi iskorak i daljnji razvoj cijele platforme. Od 1. siječnja 2022. portal je "zaključan" i prešao je na model pretplate kao i svi stručni globalni portali u B2B sektoru.

## Hrvatske i međunarodne nagrade, priznanja i članstva portala HrTurizam.hr:
- 75 most Innovative Organisations in Tourism Policy 2021
- FIJET Hrvatska i Zbora turističkih novinara HND-a - nagrada MARKO POLO
- Priznanje “ANTON ŠTIFANIĆ” za izniman doprinos turizmu RH
- Pokretač inicijative da se Dani hrvatskog turizma održe u Slavoniji 2019
- Potpisnik Glasgowske deklaracije za klimatsko djelovanje u turizmu
- Član Smart Destination

## Vanjske poveznice
Apolitical - 75 most Innovative Organisations in Tourism Policy 2021
Hrvatsko novinarsko društvo - Nagrada Marko Polo
Hrvatska turistička zajednica - Priznanje "Anton Štifanić"
Glasgow Declaration on climate Action in Tourism
Smart Destination  Arhivirana inačica izvorne stranice od 27. srpnja 2022. (Wayback Machine)